# 涸沢カール

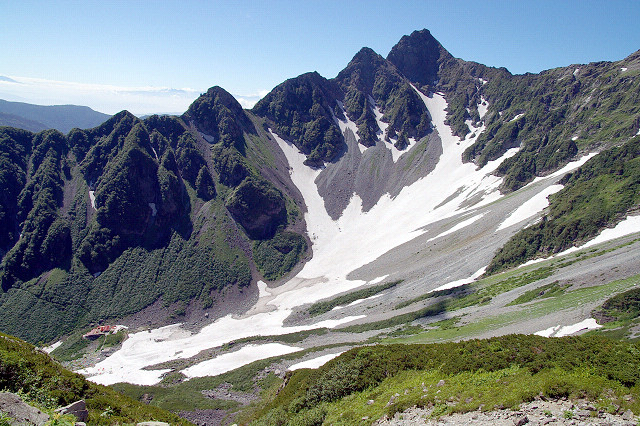
北穂高岳側から見た涸沢カール（左下：涸沢ヒュッテ、正面：前穂高岳、2007年8月撮影）

涸沢カール（からさわカール）は、長野県松本市安曇にある日本有数の氷河圏谷である。

## 概要

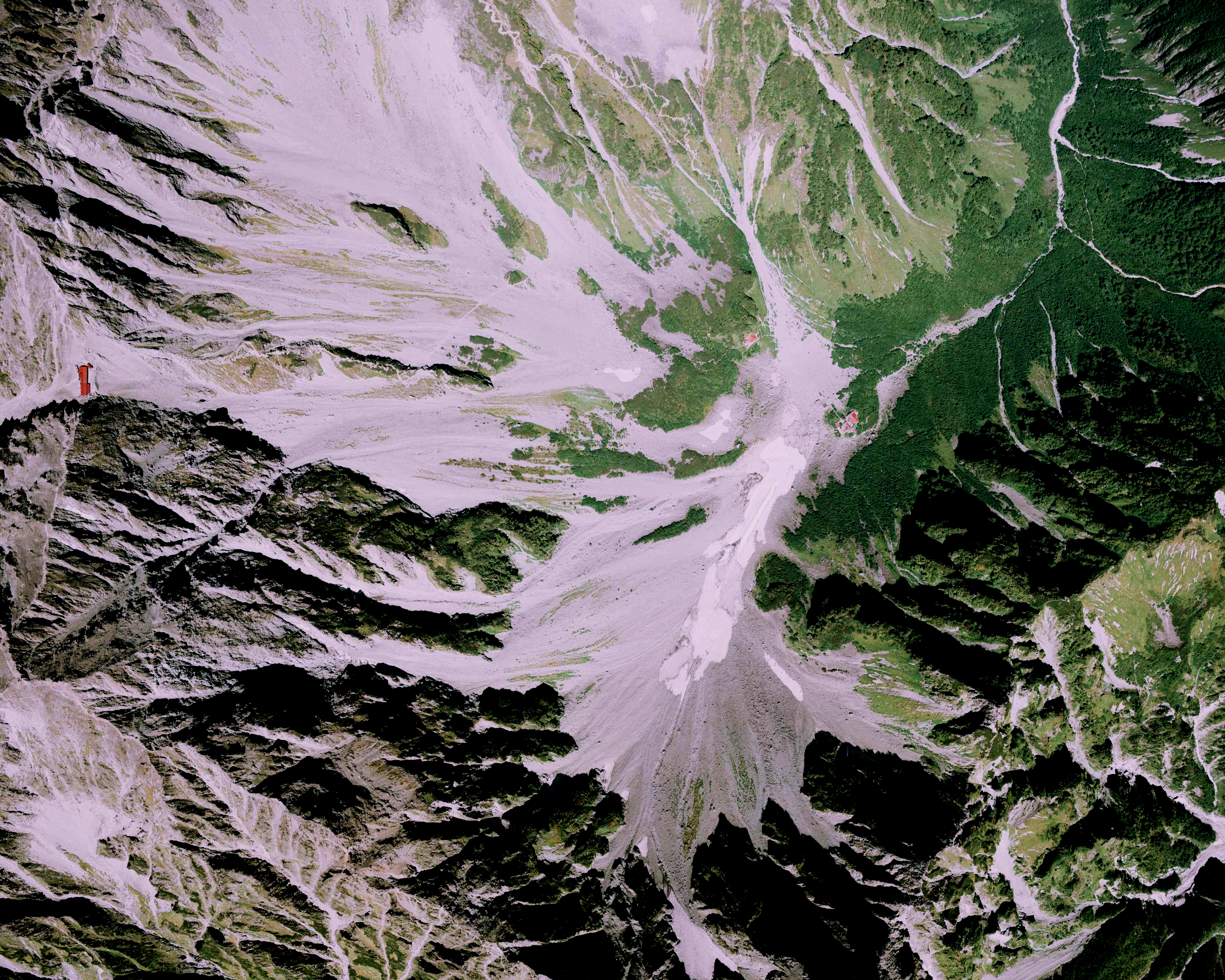
涸沢周辺の空中写真。
1977年9月18日撮影。。

涸沢カールの直径は約2kmで、カール底の標高は2,300mである。カール壁の最高点は、槍・穂高連峰の中でも最も高い奥穂高岳（標高3,190m）で、カール壁上端からの比高は約900mあり、日本最大規模のカールである。南側は標高3,000mの稜線である奥穂高岳と前穂高岳を結ぶ吊り尾根が屏風のように視界を遮っている。西にはザイテングラート（ドイツ語: Seitengrat）と呼ばれる支稜の先に穂高岳山荘のある白出のコルが望め、奥穂高より涸沢岳、北穂高岳へと続く穂高連峰の主稜線が連なっている。東側は前穂高岳の北尾根の峰々が並んでおり、その先端は、標高差1,000mの絶壁屏風岩のピークである屏風の頭である。北側は、北穂高岳の登山路のある南稜とゴジラの背と呼ばれる東稜が伸びている。
涸沢の雪解け水は、涸沢出合で横尾本谷と合流し、屏風岩の北側を横尾谷となって流れ、横尾で槍沢の水と合して梓川となり、上高地へと流れ下っている。
涸沢は穂高登山の中心地であり、夏には色とりどりのテントが数え切れない程ならぶテント場を見ることができる。また、南側を吊り尾根、東側を北尾根と、標高の高い稜線に遮られた北向きの沢であるため、夏場でも残雪が多く残るので、夏スキーのゲレンデとしても賑わいを見せる。また、近年は紅葉の名所としても有名であり、三段紅葉とも呼ばれる岩場と木々のコントラストが見られるため、見頃の季節には全国からおびただしい人数の登山者が訪れる。
涸沢にはかつては岩小屋が存在していた（現在は崩落により消滅）が、それに代わるものとして涸沢小屋が建設され、その後涸沢ヒュッテも建設された。
一帯（松本市安曇涸沢）は日本郵便から交通困難地の指定を受けているため、地外から当地宛に郵便物を送付することは出来ない。

## 涸沢氷期
国土地理院の五百澤智也は、空中写真の判読を通じて従来の説を覆し、氷河地形の形成時期を新期（涸沢氷期、2万年前）と旧期（横尾氷期、6万年前）に区分している。

## 山小屋
- 涸沢ヒュッテ
- 涸沢小屋

## ギャラリー

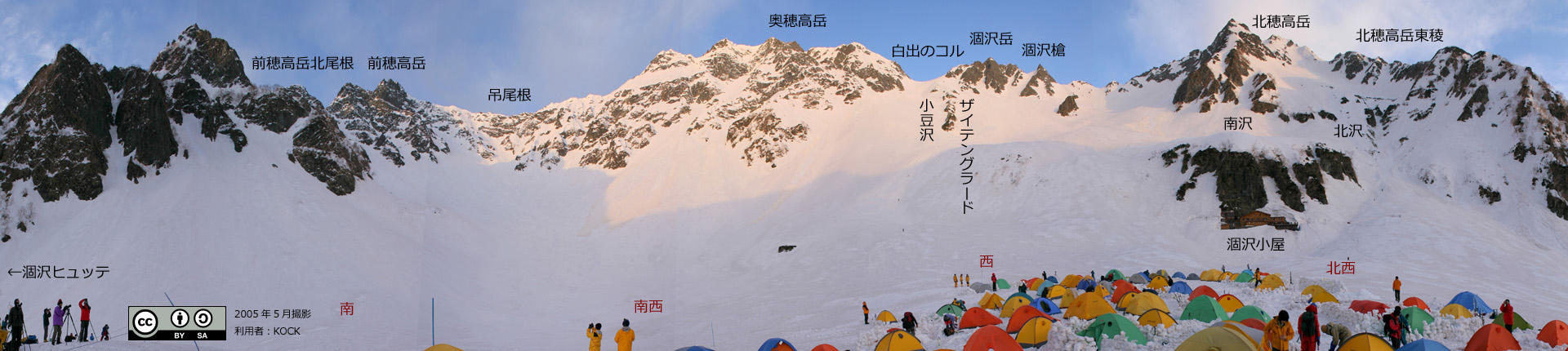
涸沢から見た穂高岳のパノラマ（5月）

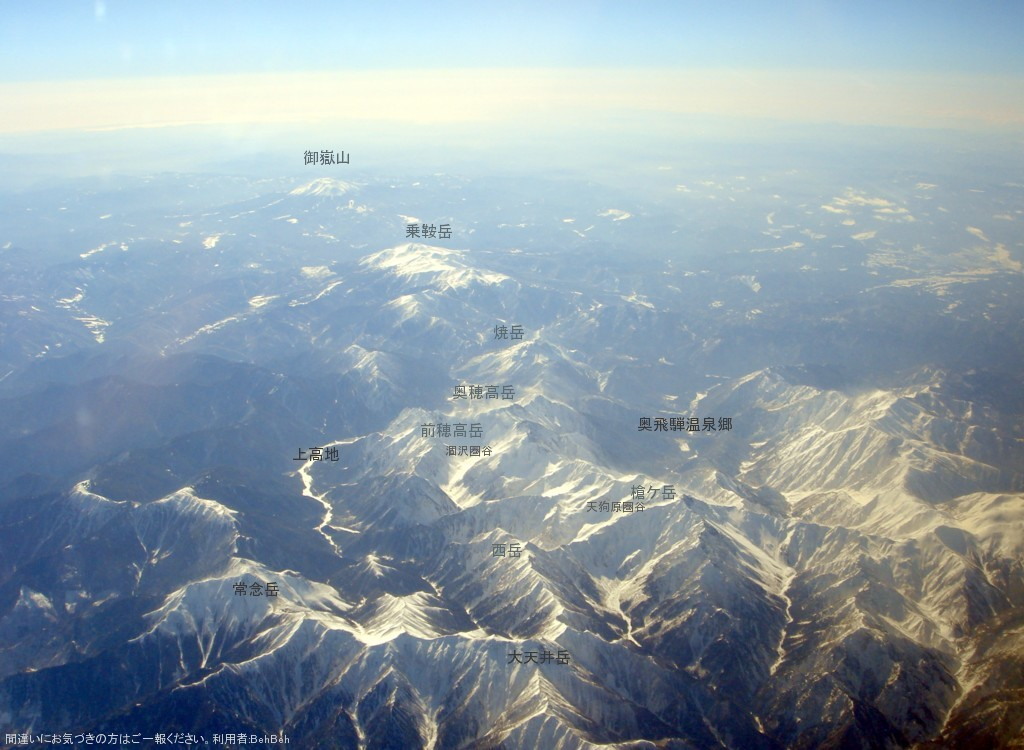
北アルプス。涸沢カールや天狗原カールなどが確認できる。
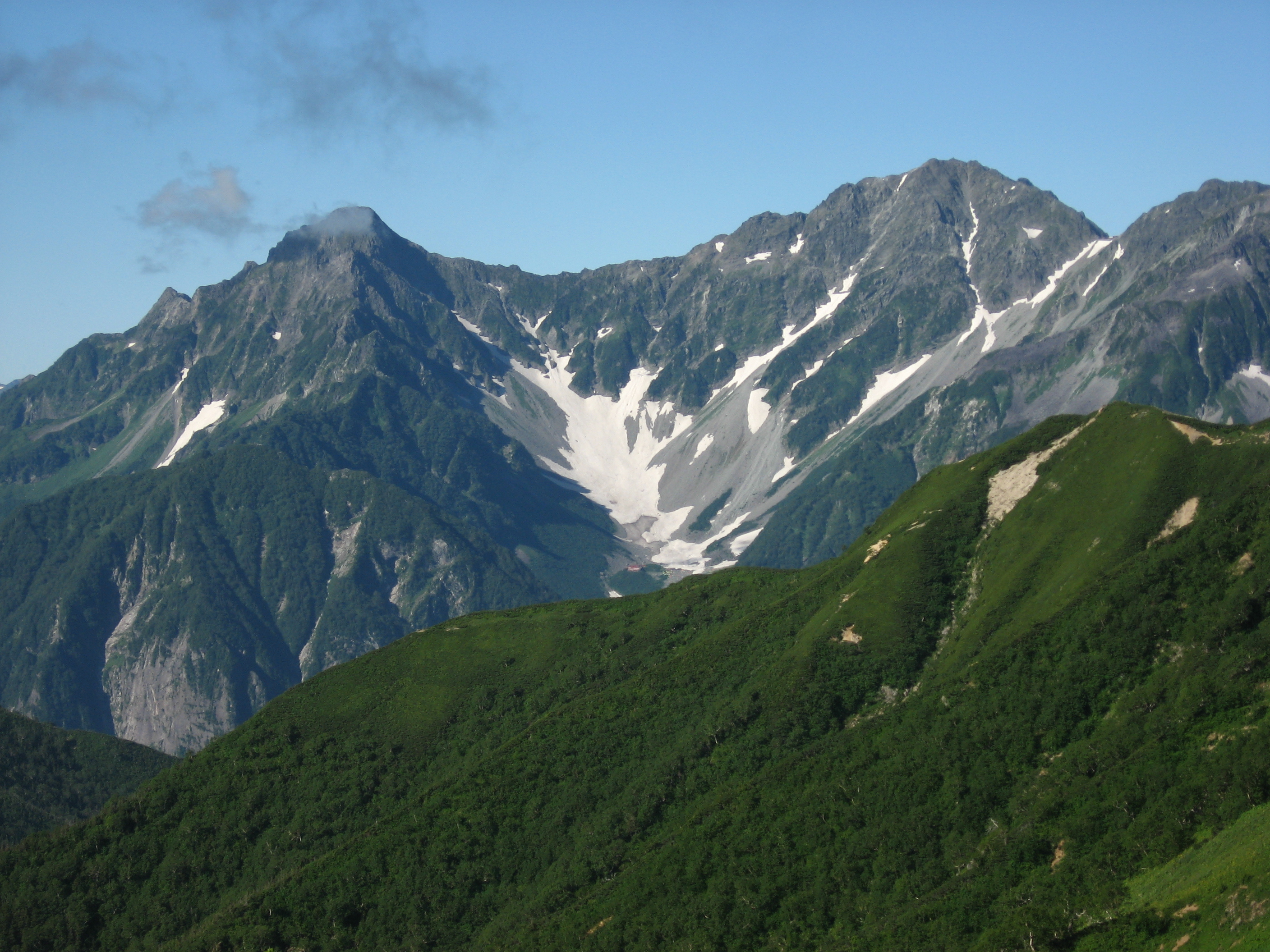
常念山脈から見た涸沢カール（左：前穂高岳、右：奥穂高岳、2007年8月撮影）
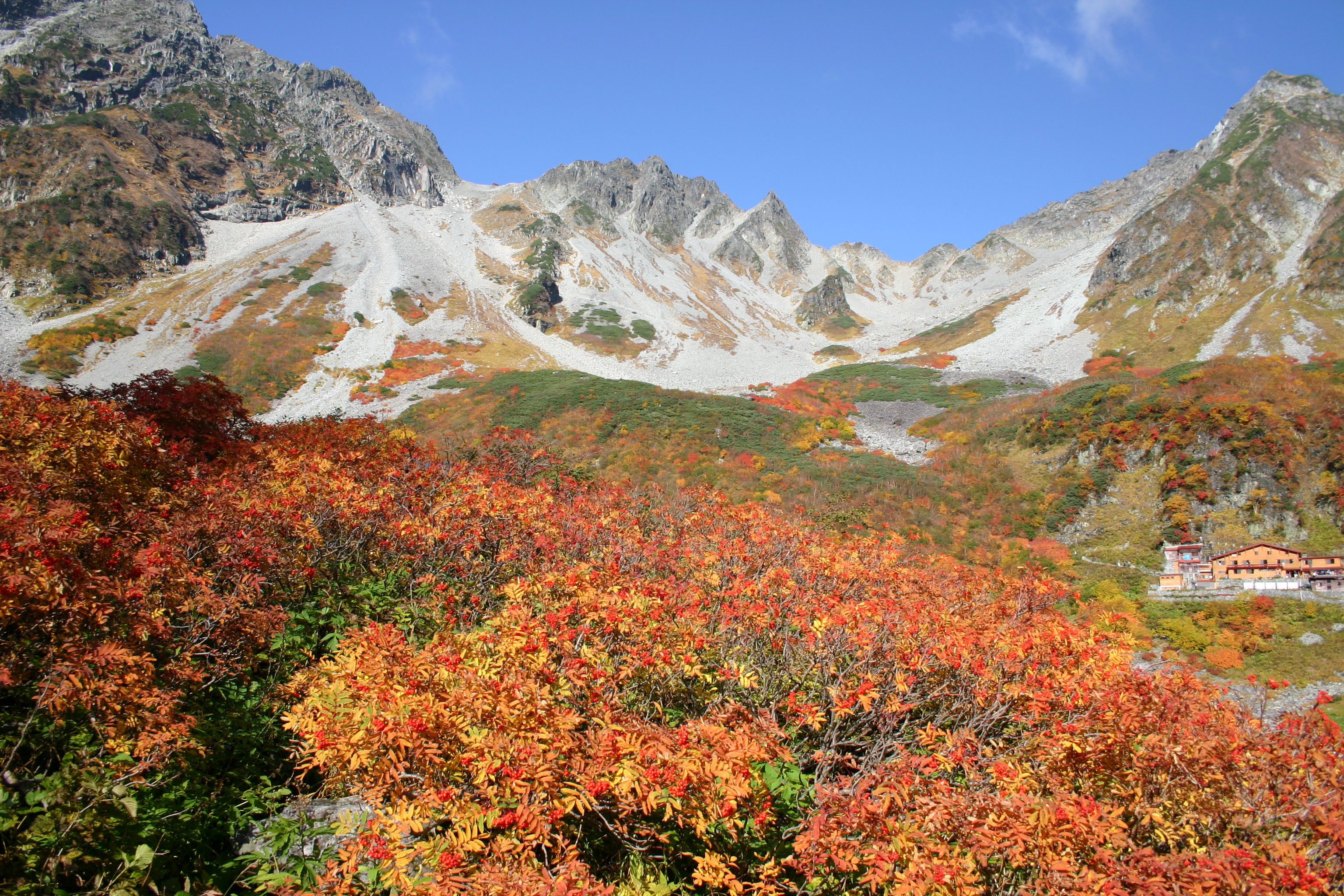
紅葉の涸沢カール